# Masolino da Panicale

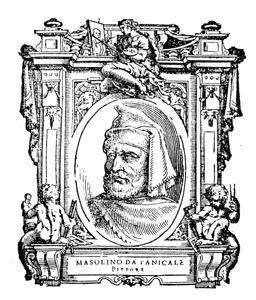
Abbild des Masolino da Panicale in den Vite dei più eccellenti pittori, scultori e architetti des Vasari

Masolino da Panicale (* 1383 in Panicale im Valdarno; † nach 1447 in Florenz; eigentlich Tommaso di Cristoforo Fini) war ein italienischer Maler in der Übergangszeit zwischen Spätgotik und Renaissance.

## Leben
Tommaso (mit dem Rufnamen Masolino) kam aus derselben Gegend in der Toskana wie sein jüngerer Zeitgenosse Masaccio, der laut Vasari sein Schüler war. Seine Ausbildung erhielt er wahrscheinlich bei Gherardo Starnina und war von 1403 bis 1407 Gehilfe von Lorenzo Ghiberti. Er wurde im September 1422 erstmals in Florenz dokumentiert und 1423 in die Malergilde zu Florenz aufgenommen. 1425/26 arbeitete er am ungarischen Hof für den aus Florenz stammenden königlichen Heerführer Pippo Spano (Filippo Scolari), anschließend war er wieder in Italien tätig, wo er die Fresken in San Clemente in Rom restaurierte, die sein Freund Masaccio begonnen hatte. 1447 starb er in Florenz.

## Werk

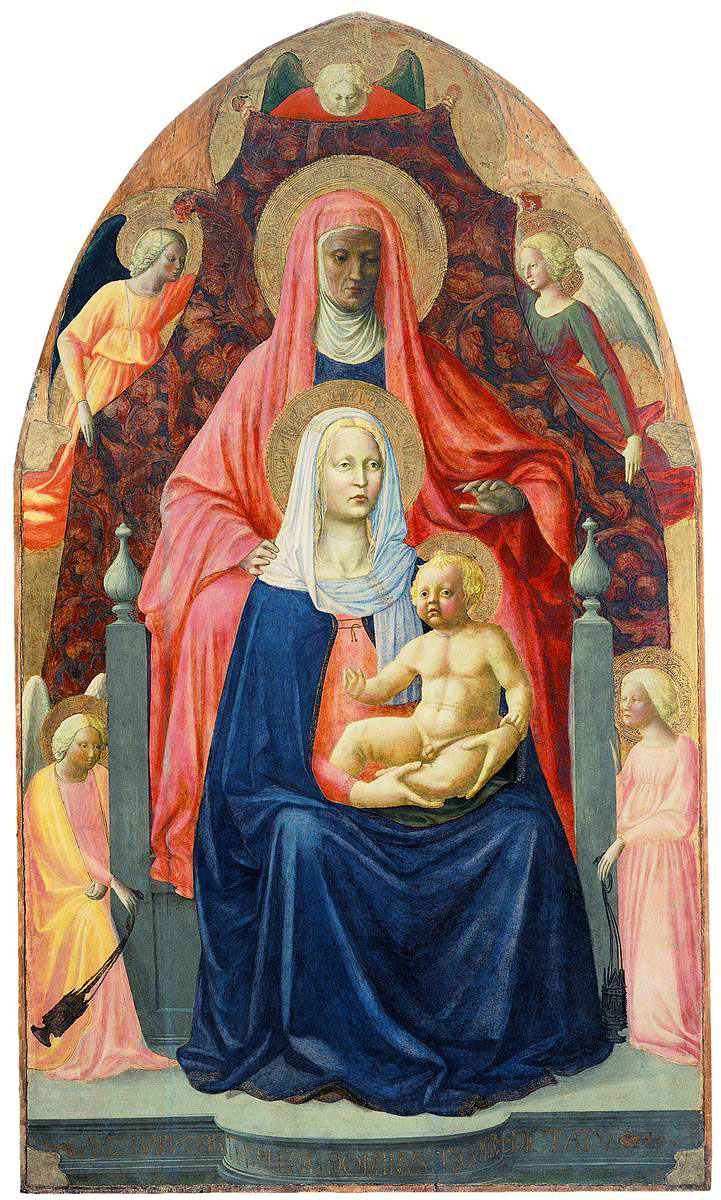
Hl. Anna selbdritt

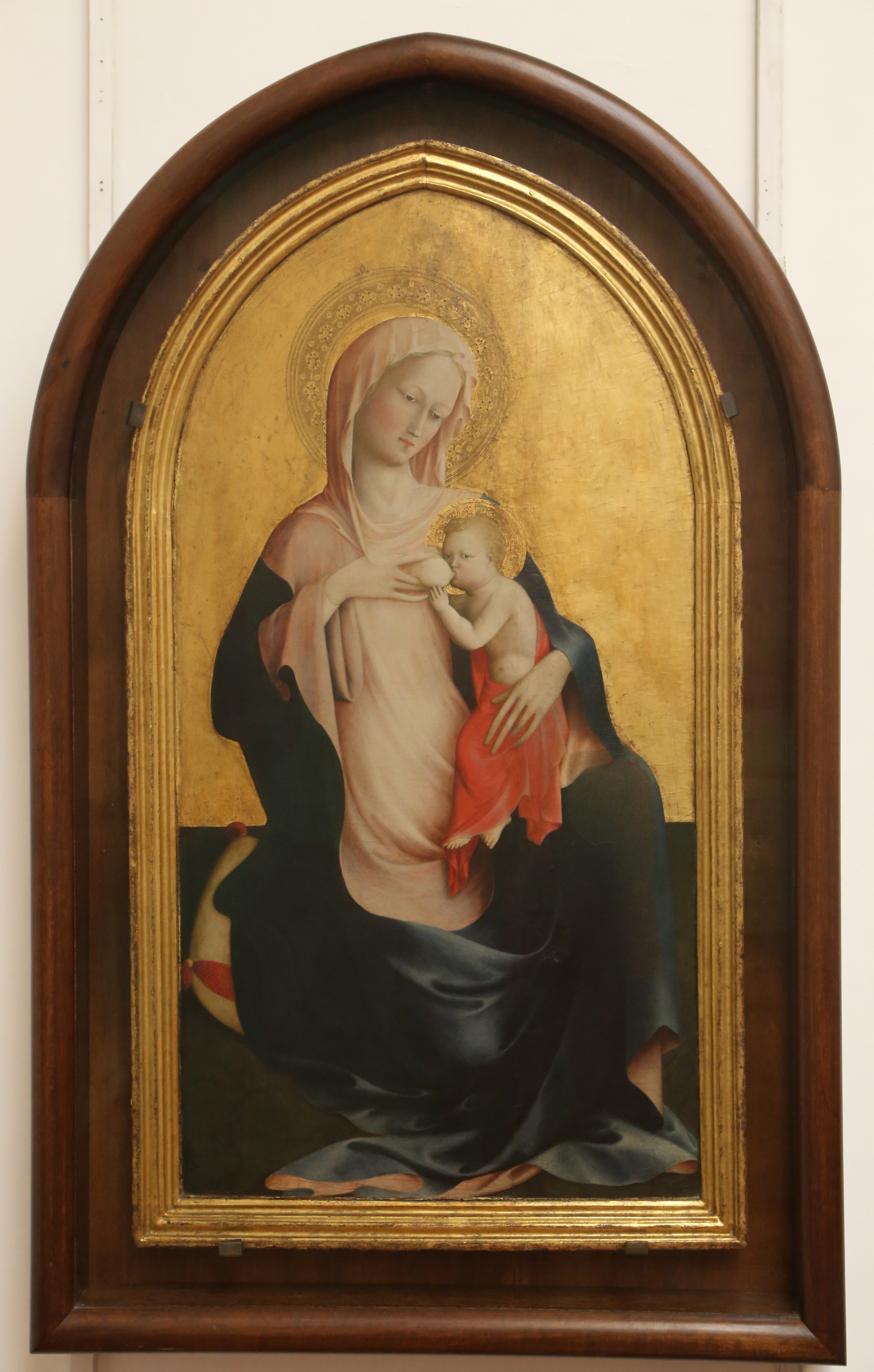
Madonna mit Kind (1430–35), Uffizien

Masolino wird als Lehrer von Masaccio genannt, bald jedoch beeinflusste dieser den 20 Jahre älteren ganz entscheidend. Zu Masolinos frühesten Werken zählt eine auf Holz gemalte Anna selbdritt von ca. 1420 (1425?) (Florenz, Uffizien); es lässt den grundlegenden Unterschied zwischen dem internationalen Stil der Spätgotik und dem der frühen Renaissance deutlich erkennen und wird als Gemeinschaftsarbeit von Masolino und Masaccio angesehen. Ebenfalls frühere Werke sind die Madonna in München (Alte Pinakothek) und die Madonna mit Kind in Bremen (beide etwa 1423/24).
Vasari erörtert die Frage, in welchem Maße Masolino zusammen mit Masaccio in der Brancacci-Kapelle der Kirche Santa Maria del Carmine in Florenz (vor 1425) gemalt habe; dieser schreibt ihm darin (neben nicht mehr erhaltenen Fresken) Szenen zu, die Stilunterschiede in der Raumauffassung erkennen lassen, und zwar:
- den Sündenfall
- die Szenen mit der Predigt Petri
- der Doppeldarstellung der Erweckung der Tabea und der Heilung des Lahmen.

Die Mehrzahl der Forscher stimmt heute Vasari zu. Der Einfluss seines Freundes Masaccio, dessen Mitwirkung an den Brancacci-Fresken belegt ist, machte sich in den wesentlich wuchtigeren Figuren ebenso bemerkbar wie in der Perspektive. Diese Entwicklung zu einer realistischen Darstellung ist auch noch in einem Freskenzyklus aus der Legende der heiligen Katharina in einer Kapelle der Basilika San Clemente in Rom (von 1427) sichtbar.
Nach dem Tod Masaccios wandte sich Masolino wieder mehr der Heimat zu; aber auch künstlerisch kehrte er – wenn auch langsam – zu den Wurzeln zurück. Das einzig beglaubigte Werk sind zwei Freskenzyklen aus dem Marienleben (um 1430) in der Kollegiatkirche und im Baptisterium von Castiglione Olona (Lombardei) zu; sie sind signiert mit Masolinus de Florentia pinsit. Sie zeigen wieder einen ziemlich altertümlichen Charakter, weiche Gewandung, wenig individuelle Köpfe. 1432 hielt er sich in Todi auf, um in der Kirche des Stadtpatrons San Fortunato das Fresko Madonna col Bambino in trono e due angeli zu malen. Masolino soll auch die von 1435 datierten Fresken aus der Legende der Heiligen Stephans und Laurentius im Chor und die Fresken aus dem Leben Johannes des Täufers im Baptisterium derselben Kirche gemalt haben.
Weitere bedeutende Werke sind in:
- Castiglione Olona[4]
  - Baptisterium: Sinopien der Fresken mit Szenen aus dem Leben Johannes des Täufers
  - Collegiata, Chor: Sinopien der Fresken mit Szenen aus dem Marienleben;
- Empoli
  - Museo della Collegiata di Sant’Andrea: Fresko der Pietà
  - Santo Stefano degli Agostiniani: Sinopien der Fresken mit den Darstellungen der Legende vom wahren Kreuz;
- Neapel
  - Museo Nazionale die Capodimonte: Die Gründung von Santa Maria Maggiore, sog. Schneewunder (Mitteltafel des Colonna-Altars, zusammen mit Masaccio);
  - Himmelfahrt Mariens (wie vorne);
- Rom
  - San Clemente: Fresken mit Szenen aus dem Leben der Heiligen Katharina und des Heiligen Ambrosius.